# Artyleryjskie kontrprzygotowanie
Artyleryjskie kontrprzygotowanie - uderzenie ogniowe artylerii broniących się związków operacyjnych na zgrupowanie przeciwnika, przygotowującego się lub rozwijającego do natarcia. Artyleryjskie kontrprzygotowanie wykonuje się we współdziałaniu z uderzeniami broni jądrowej i kontrprzygotowaniem lotniczym w celu zerwania natarcia przeciwnika lub osłabienia siły jego pierwszego uderzenia.